# NGC 4727
NGC 4727 (NGC 4740) é uma galáxia espiral barrada (SBbc) localizada na direcção da constelação de Corvus. Possui uma declinação de -14° 19' 59" e uma ascensão recta de 12 horas, 50 minutos e 57,2 segundos.
A galáxia NGC 4727 foi descoberta em 8 de Fevereiro de 1785 por William Herschel.